# 川辺真
川辺 真（かわべ しん、1949年6月19日 - ）は、日本の作曲家、編曲家。武蔵野音楽大学名誉教授。ペンネームに風戸 慎介（かざと しんすけ）があり、その名でも知られる。

## 人物・来歴
静岡県静岡市出身。1968年、静岡県立静岡高等学校卒業。武蔵野音楽大学作曲科卒業。アメリカ・ロチェスター大学イーストマン音楽院大学院修了。クラウス・プリングスハイム、田村徹、サミュエル・アドラー、ジョセフ・シュワントナーに師事。テレビ・映画などにおける作品多数。作詞家である小椋佳の詞の作曲・編曲がある。

## 作品

### 「川辺真」名義での作品

#### 作曲
- Antiques（吹奏楽曲、ハワード・ハンソン賞受賞作品）
- Prelude and Fuge（マリンバ曲、P.A.S.賞入選作品）
- マリンバ協奏曲『神秘の森のアリア』
- ターンブル・マーチ （1993年度 第41回全日本吹奏楽コンクール 課題曲I）
- さくら'96（静岡市、夜桜乱舞より）
- 秋（作詞：青木誠）
- 「日本のメロディーによる3つのエチュード」（木管五重奏曲）
- 『民話への誘い』（吹奏楽）
- 『神々の棲む山』（陸上自衛隊西部方面音楽隊創立50周年記念委嘱作品）
- 希望岬にて（陸上自衛隊第15音楽隊創立5周年記念委嘱作品）
- 行進曲「大地へ」（陸上自衛隊第1音楽隊委嘱作品）
- 行進曲「ヴィヴァ アスリート」（同上）

#### 校歌・自治体歌など
- 静岡県立伊豆中央高等学校校歌
- 静岡県立静岡南高等学校校歌
- 静岡市立清水桜が丘高等学校（旧・清水商業高等学校）校歌
- 三島長陵高等学校校歌
- 静岡県立静岡高等学校「讃歌」
- やさしさに抱かれて（吉田町歌）
- 壱岐洋洋（壱岐市市歌）
- 大好きです、西東京（西東京市市歌）
- わたしの街 静岡（静岡市歌）
- 流通経済大学　校歌
- 毎日が喜び（芝浦工業大学柏高等学校校歌）
- さいたま市立浦和大里小学校校歌
- パープルシャワー藤枝（藤枝市イメージソング）

#### 編曲
- 平成ちゃっきり節（同上）（静岡市、夜桜乱舞より）

#### 著書・楽譜
- 音符と鍵盤でおぼえるわかりやすい楽典（音楽之友社）
- 日本のメロディーによる3つのエチュード（CAFUAレコード）
- ウルトラマングレート《銀色の巨人》（CAFUAレコード）
- 木管五重奏曲《森のささやき》（CAFUAレコード）

### 「風戸慎介」名義での作品

#### 音楽
- アラミス78
- バッテンロボ丸
- ペットントン
- ウルトラマンUSA
- ウルトラマンG
- キン肉マン
- うる星やつら
- じゃりン子チエ
- おじゃまんが山田くん
- 未来警察ウラシマン
- クルクルくりん
- トラップ一家物語
- げらげらブース物語
- 翔んだカップル
- 軽井沢シンドローム
- 結婚前夜
- 小さな恋のものがたり
- だいじょうぶマイ・フレンド
- 私は貝になりたい
- ウルトラマンキッズ 母をたずねて3000万光年
- 愛ゆえに哀しく（FUTURE WAR 198X年主題歌）
- ねらわれた学園
- おじゃま虫のうた（おじゃまんが山田くん）
- いいじゃありませんか（おじゃまんが山田くん）
- たっしゃでね（おじゃまんが山田くん）
- 噂のセクシークイーン
- 燃える男ゴーグルレッド（大戦隊ゴーグルファイブ）
- ダンシングゴーグル（大戦隊ゴーグルファイブ）
- 港・モトマチ・おんな町（雅じゅん）
- Nou bou
- この街を この星を（救急戦隊ゴーゴーファイブED）
- ミュージカルアニメーション「あしながおじさん」より
  - Blue Wednesday
  - がんばれジュディ
  - Daddy-Long-legs
- 旅のすきなあなたに
  - この空の下に
  - イマジネーション
- SEA OF THE STARS（LISA）OVA「銀河英雄伝説」第3期オープニング・テーマ
- 女も男もなぜ懲りない (1987、フジテレビ）

#### 作曲・編曲
- ウルトラマンG
- 未来警察ウラシマン
- トラップ一家物語
- 藤本ひとみ作品イメージアルバム各種

#### 舞台・映画音楽
- アルゴ・アドベンチャー「黄金の島」
- アルゴ・ミュージカルキッズ「アイスクリーム応援団」
- シネマ de 昭和 土佐の一本釣り

#### 編曲
- 山に抱かれて（NHKみんなのうた）
- 野に咲く花のように（裸の大将放浪記・コーラス用ピアノ伴奏ヴァージョン）
- 銀河英雄伝説
- Skies of Love（銀河英雄伝説 主題歌）
- Must be something（同上）
- 光の橋を越えて（銀河英雄伝説 主題歌 歌：小椋佳)
- 旅立ちの序曲（同上）

## 受賞
- 1974年 ハワード・ハンソン賞
- 1975年 米国P.A.S賞
- 1992年 朝日作曲賞